# К-744
К-744 — пятое поколение тракторов «Кировец» или К-700, с системой управления трансмиссией «КомандПост». 
В линейке К-744, серии Р (К-744Р) представлены четыре модели сельскохозяйственных тракторов общего назначения и один промышленный тягач 5-го … 8-го тяговых классов мощностью от 300 л. с до 428 л. с.. Для каждой модели возможна комплектация двигателем отечественного или зарубежного производства. Все тракторы оснащаются гидросистемой рабочего оборудования с аксиально-поршневым насосом максимальной производительностью 180 л/мин. В базовую комплектацию всех тракторов входит трёхточечное навесное устройство категории IV N по ISO с системой быстрой сцепки, прицепная скоба и гидрофицированый крюк. По заказу потребителя трактор может быть дооснащён опциональным оборудованием, расширяющим его производственные возможности.

## История
|  | 1924 год На Красном путиловце локализовано производство американских тракторов Fordson. Выпущен первый советский трактор — Фордзон-Путиловец. Дан старт советскому промышленному тракторостроению.                                                                          |
|  | 1934 — 1940 годы На заводе серийно выпускался более мощный трактор Универсал-1 и Универсал-2. Всего с 1924 года выпущено почти 150 000 тракторов Универсал и Фордзон-Путиловец.                                                                                             |
|  | 1962 год Первое поколение сельхозтракторов «Кировец»: модели К-700 (210/ 220л. с.) и К-700А (220/ 235 л. с.). 13 июля из ворот завода вышел первый Кировец К-700. За год было изготовлено 15 тракторов. В 1963 году собрана первая опытно-промышленная партия 50 тракторов. |
|  | 1964 год Дан старт серийного производства тракторов «Кировец». 14 сентября 1964 года с главного тракторного конвейера завода сошел первый серийный К-700, за год было выпущено более 1 200 машин.                                                                           |
|  | 1975 год Второе поколение сельхозтракторов «Кировец»: собран первый серийный К-701 (300 л. с.), выпущен 100-тысячный серийный К-700. |
|  | 1979 год Первое поколение промышленных тракторов «Кировец»: разработана конструкторская документация и собраны первые серийные тракторы К-703 (235 л. с.) в качестве базы для изготовления комплекса лесохозяйственных машин.                                               |
|  | 1980 год Собраны первые образцы самых мощных в мире колесных сельхозтракторов 8 тягового класса К-710 «Ильич» (500 л. с.), а с конвейера завода сошёл 200-тысячный серийный трактор.                                                                                        |
|  | 1985 год Третье поколение сельхозтракторов «Кировец»: собран первый серийный трактор К-701М (335/350 л. с.), выпущен 300-тысячный трактор. |
|  | 1989 год Второе поколение промышленных тракторов «Кировец»: начат выпуск строительно-дорожных машин на базе промышленного трактора К-702 (235/250 л. с.) |
|  | 1995 год Четвёртое поколение сельхозтракторов «Кировец»: выпущены первые модели К-734 (250 л. с.) и К-744 (350 л. с.) для поставки на экспорт. Выпущен 460-тысячный серийный трактор.                                                                                       |
|  | 2000 год Пятое поколение сельхозтракторов «Кировец»: выпущены первые тракторы К-744Р для отечественного рынка, выпущена первая опытная партия К-745 (428 л. с.). |
|  | 2002 год С 1 февраля 2001 года осуществлен полный переход от производства уже не соответствующих современным требованиям и стандартам безопасности моделей К-700, К-701 и К-703 к серийному производству новых моделей К-744Р (250/300/350 л. с.)                           |
|  | 2007 год Третье поколение промышленных тракторов «Кировец»: разработана конструкторская документация и выпущены опытные образцы модели фронтального погрузчика К-3060 грузоподъемностью 6 тонн.                                                                             |
|  | 2008 год Шестое поколение сельхозтракторов «Кировец»: разработана конструкторская документация и выпущены опытные образцы моделей К-9000 (354—516 л.с). |
|  | 2010 год Разработана конструкторская документация и выпущены опытные образцы моделей фронтального погрузчика К-3080 грузоподъемностью 8 тонн и универсального тракторного модуля К-708 с габаритной шириной 2,5 метра.                                                      |
|  | 2014 год Обновлена серия погрузчиков и универсальных дорожных машин Кировец серии К-702. Выпущен самосвал на базе К-708. Проведена глубокая модернизация тракторов «Кировец» серии К-744Р.                                                                                  |
|  | 2016 год К-744Р стала первой за 25 лет моделью завода, отправленной на североамериканский континент. |

## Статистика
С 2012 года началась сборка тракторов К-744Р филиалом завода в Алтайском крае: в 2013 году было собрано 1 600 машин, в 2014 году уже 2 460 машин, в 2015 году — 2 135 машин, в январе — июне 2016 года — 1 740 тракторов.

## Модификации
Линейка сельскохозяйственных тракторов состоит из восьми модификаций в двух вариантах и одного промышленного тягача в линейке промышленной техники:
Сельскохозяйственные модификации:
Отечественные двигатели:
- К-744Р1 «Стандарт», двигатель ЯМЗ (Ярославль), 300 л. с., ТК-5; двигатель ТМЗ (Тутаев), 300 л. с. ТК-5
- К-744Р2 «Стандарт», двигатель ТМЗ (Тутаев), 350 л. с., ТК-5/6
- К-744Р3 «Стандарт», двигатель ТМЗ, 390 л. с., ТК-8
- К-744Р4 «Стандарт», двигатель ТМЗ, 420 л. с., ТК-8

Иностранные двигатели:
- К-744Р1 «Премиум», двигатель Cummins, 306 л. с., ТК-5/6 (временно снят с производства)
- К-744Р2 «Премиум», двигатель Mercedes[англ.], 354 л. с., ТК-5/6
- К-744Р3 «Премиум», двигатель Mercedes, 401 л. с., ТК-8
- К-744Р4 «Премиум», двигатель Mercedes, 428 л. с., ТК-8

Промышленные модификации:
- К-744Р1 «ПРОМ», двигатель ЯМЗ, 300 л. с., ТК-5

Дополнительное оборудование (опции) для тракторов «Кировец» серии К-744Р:
- Комплекты для сдваивания колёс
- Комплект широкопрофильных шин
- Комплект гусениц
- Механизм отбора мощности (МОМ)
- Система позиционного регулирования навесного устройства (EHR)
- Комплект защиты для возделывания залежных земель
- Четыре вида тягово-сцепных устройств (ТСУ): маятниковое прицепное устройство (МПУ); гидрофицированный крюк; тяговый брус; прицепная скоба
- Отвал съёмный гидрофицированный
- Система точного земледелия